# Parathroscinus oculatus
Parathroscinus oculatus är en skalbaggsart som först beskrevs av Victor Ivanovitsch Motschulsky 1858.  Parathroscinus oculatus ingår i släktet Parathroscinus och familjen lerstrandbaggar. Inga underarter finns listade i Catalogue of Life.